# Piplianagar
Piplianagar  fou un estat tributari protegit de l'Índia, del tipus thakurat garantit del grup de thakurats dels Giràsia a l'agència de Bhopal.
Quan els britànics van establir la seguretat a Malwa després de la guerra Pindari del 1818, Rajan Kham germà del notable cap dels pindaris Chitu, va rebre una pensió que més tard li fou bescanviada per una assignació de terres a Sujawalpur, de manera vitalícia; es tractava d'un jagir de tres pobles (Piplianagar, Kajuri i Jabria Bhil), i un istimrari (terres assignades a perpetuïtat) a Dugria i Jabri), amb una renda anual de 50 lliures.
A la mort de Rajan Khan, en consideració a la seva bona conducta els darrers anys de la seva vida, el jagir fou concedit perpètuament i hereditàriament als seus fills, repartit en cinc trossos: Jabria Bhil i Jhabri, Piplianagar, Kajuri, Dugria i un altre que no s'esmenta específicament però que podria ser Duleta; el primer fou pel fill gran. Piplianagar va anar a un altre fill, la nissaga del qual el va conservar fins a la independència índia amb títol de "mian".